# Xinshi (köpinghuvudort i Kina, Zhejiang Sheng, lat 30,62, long 120,28)
Xinshi är en köpinghuvudort i Kina. Den ligger i provinsen Zhejiang, i den östra delen av landet, omkring 42 kilometer norr om provinshuvudstaden Hangzhou. Antalet invånare är 68 646. Befolkningen består av 34 114 kvinnor och 34 532 män. Barn under 15 år utgör 10,0 %, vuxna 15-64 år 75 %, och äldre över 65 år 13,0 %.
Runt Xinshi är det tätbefolkat, med 683 invånare per kvadratkilometer. Närmaste större samhälle är Chongfu, 17,0 km sydost om Xinshi. Trakten runt Xinshi består till största delen av jordbruksmark.
Genomsnittlig årsnederbörd är 1 675 millimeter. Den regnigaste månaden är juni, med i genomsnitt 253 mm nederbörd, och den torraste är november, med 62 mm nederbörd.